# Carel Anton Fodor
Carel Anton Fodor   (Venlo, 12 d'abril de 1768 - Amsterdam, 22 de febrer de 1846), també Carolus Antonius Fodor, fou un pianista i compositor neerlandès. Eix d'una nissaga de músics. Son pare era probablement el violonista, Carles Fodor, emigrat d'Hongria i els seus dos germans grans, Joseph anomenat «l'aîné» (el gran) i Charles també eren músics de renom.
Va establir-se en aquesta última ciutat per l'any 1790 i va esdevenir director d'orquestra de l'Òpera alemanya i formar part de l'Institut dels Països Baixos.
Va compondre la primera òpera nacional neerlandesa, Numa Pompilius, la lletra de la qual es creu que també en fou l'autor; l'obra s'ha perdut. Se n'ha conservat un llibre de programa del 1830. L'obra no va conèixer molt èxit, i després d'aquest fracàs va conduir una vida retirada. A més, va compondre, concerts per a piano, sonates, quartets, etc.
El seu fill, el comerciant i col·lecionista d'art Carel Joseph va llegar a la ciutat d'Amsterdam la seva col·lecció i un edifici al canal Keizersgracht, que de 1863 a 1993 va ser el Museu Fodor del qual les obres ara es troben al cabinet d'estampes del Rijksmuseum i a l'Amsterdam Museum.